# Bătești, Prahova
Bătești este un sat în comuna Brazi din județul Prahova, Muntenia, România.